# Пасилингва
Пасилингва (гр. pas — весь, всякий + лат. lingua — язык) — проект международного искусственного языка, разработанный профессором Паулем Штейнером в Нейвиде в 1885 году. Одно время язык считался серьёзным конкурентом волапюку, но из-за громоздкой грамматики распространения в итоге так и не получил.

## Алфавит
В алфавите языка имеется 31 буква:
- 10 гласных: a, ä, è, e, i, y, o, u, ü;
- 21 согласных: b, c, ç (/s/), d, f, g, h, j, k, l, m, n, p, q, r, s, t, v, w, x, z.

Также имеется два диграфа: ch и sch.

## Грамматика

### Артикль
Неопределённый артикль: uno (м.), une (ж.), una (ср.).
Определённый артикль: to (м.), te (ж.), ta (ср.).
Артикли могут склоняться по падежам. Напр., to (им.), tode (род.), toby (дат.), ton (вин.). Также они могут иметь форму единственного и множественного числа.

### Существительные
Имена существительные изменяются по падежам, числам и родам. Падежей всего 4, как в немецком языке.
Окончания:
- мужской род -o (homino — мужчина), женский род -e (femine — женщина), средний род -a (конкр. cita — город) или -u (абстр. modestiu — скромность);
- им. п. — нет, род. п. -de, дат. п. -by, вин. п. -n;
- множественное число -s.

### Прилагательные
Имена прилагательные образуются чаще всего благодаря суффиксу -blo.

### Числительные
Примеры с именами числительными: 1 — una, 2 — dua, 3 — tria, 4 — quadra, 5 — quinqua, 6 — sexa, 7 — septa, 8 — octa, 9 — nova, 10 — deka.

### Глаголы
Глаголы имеют 4 формы спряжения. А также 3 временных формы:
1) mi morter — я мертв, mi mortar — я убиваю, mi mortir — я умираю, mi mortor — меня убивают
2) mi mortefer — я был мертв, mi mortafar — я убивал, mi mortifir — я умер, mi mortofor — меня убили
3) mi morterer — я буду мертв, mi mortarar — я убью, mi mortirir — я умру, mi mortoror — меня убьют.

## Словарный запас
Большая часть слов позаимствована из немецкого, английского, французского и латинского языков. Многие понятия имели синонимы с основами из двух разных языков. Например, bono и guto в значении «хорошо», Deo и Gotto в значении «Бог».